# Tizi Ousli
Tizi Ousli (Amazigh: ⵜⵉⵣⵉ ⵓⵙⵍⵉ, Arabisch: تيزي اوسلي) is een plaats en gemeente in de provincie Taza in het noordoosten van Marokko. Het dorp ligt in het Rifgebergte en behoort tot de historische regio van de stam Gzenaya.

## Geografie
Tizi Ousli ligt in een bergachtig gebied op ongeveer 800 meter boven zeeniveau. Het vormt samen met Aknoul, Aïn Hamra en Boured een belangrijke verbindingsas in de centrale Rif. De gemeente telt diverse gehuchten en landbouwgronden.

## Geschiedenis
Tizi Ousli speelde een rol in de onafhankelijkheidsstrijd van Marokko in de jaren 1950. Het gebied werd destijds samen met Aknoul en Boured aangeduid als onderdeel van het "Triangle de la mort" (Driehoek des Doods), vanwege hevige gevechten tussen Riffijnse verzetsstrijders en Franse troepen in 1955.
Ook in de periode van de Rifoorlog (1921–1926) werd de regio regelmatig gebruikt als schuilplaats en uitvalsbasis voor strijders onder leiding van Abd el-Krim el Khattabi.

## Economie
De lokale economie steunt hoofdzakelijk op landbouw, kleinschalige handel en migratie-inkomsten vanuit Europa. Er worden vooral olijven, granen en groenten verbouwd.

## Cultuur
De bevolking van Tizi Ousli behoort grotendeels tot de Gzenaya-stam. Tamazight (Berbers) is de meest gesproken taal, naast het Marokkaans Arabisch.